# Иван Лалич
Иван Лалич (на сръбски: Иван Влајко Лалић) е сръбски поет, есеист и преводач, един от най-изявените поети на неосимволистичното течение в съвременната сръбска поезия.

## Биография и творчество
Роден е на 8 юни 1931 г. в Белград. Работи като журналист и редактор в Радио Загреб, след това като редактор в издателствата „Просвета“ и „Нолит“.
В поезията си възпява Византия и Античността. Съставител е на „Антология на новата френска лирика“ (от Бодлер до наши дни), избрани стихотворения на Хьолдерлин (за което получава наградата на издателство „Нолит“) и стихосбирка на Пиер Жан Жув. Автор е на радиопиесата „Майстор Хануш“.
С оперативна критика се занимава като автор на кратките отзиви отначало на списание „Летопис Матице српске“, а след това на „Књижевност“.
Член-кореспондент на Сръбската академия на науките и изкуствата от 27 октомври 1994 г.
Умира на 28 юли 1996 г.
На български език е превеждан от Николай Кънчев, Иван Коларов, Светлозар Игов и др.

## Награди
- 1961 – Змаева награда
- 1969 – Награда на издателство „Нолит“
- 1978 – Награда „Милош ђурић“ за превод
- 1988 – Награда „Октомври“ на община Белград
- 1995 – Награда „Браћа Мицић“
- 1996 – Награда „Васко Попа“